# Robyn Hitchcock

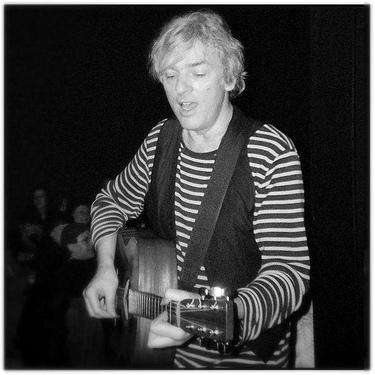
Robyn Hitchcock

Robyn Hitchcock (* 3. März 1953 in Paddington, London) ist ein englischer Sänger-Songschreiber.
Er begann seine Karriere 1976 in Cambridge mit der Band The Soft Boys. Nachdem sich diese Band 1981 auflöste (kurzfristige Reunion 2002), begann Robyn Hitchcock eine Solokarriere. Unter dem Namen Robyn Hitchcock and the Egyptians setzte er jedoch gleichzeitig seine Zusammenarbeit mit früheren Mitgliedern der Soft Boys fort. Er trat auch im Duo mit Annie Barbazza auf.
Robyn Hitchcocks Musikstil, der maßgeblich von Künstlern wie Bob Dylan, Syd Barrett und John Lennon beeinflusst ist, verbindet Elemente aus Folk, psychedelischem Rock und New Wave. Bands wie R.E.M. und Psychedelic Furs sind ihrerseits von Robyn Hitchcock beeinflusst.

## Diskographie

### Mit den Soft Boys
- Give It To The Soft Boys (EP) (1977)
- A Can of Bees (LP) (1979)
- Underwater Moonlight (LP) (1980)
- Near the Soft Boys (EP) (1980)
- Two Halves for the Price of One (LP) (1981)
- Invisible Hits (LP) (1983) (reissued as CD 1992)
- Live at the Portland Arms (1983)
- Wading Through a Ventilator (EP) (1984)
- Raw Cuts (CD EP) (1989)
- 1976-81 (2 CD) (1993)
- Underwater Moonlight... And How It Got There (2 CD) (2001)
- Nextdoorland (CD) (2002)

### Solo und mit den Egyptians
- Black Snake Diamond Role, 1981
- Groovy Decay, 1982
- I Often Dream of Trains, 1984
- Fegmania!, 1985
- Gotta Let This Hen Out!, 1985
- Groovy Decoy, 1985
- Eaten By Her Own Dinner, 1986
- Element of Light, 1986
- Invisible Hitchcock, 1986
- Globe of Frogs, 1988
- Queen Elvis, 1989
- Eye, 1990
- Perspex Island, 1991
- Live Death, 1992
- Respect, 1993
- The Kershaw Sessions, 1994
- You & Oblivion, 1995
- Gravy Deco, 1995
- Moss Elixir, 1996
- Mossy Liquor, 1996
- Greatest Hits, 1996
- Uncorrected Personality Traits, 1997
- Live at the Cambridge Folk Festival, 1998
- Storefront Hitchcock, 1998
- Jewels for Sophia, 1999
- A Star for Bram, 2000
- Robyn Sings, 2002
- Luxor, 2003
- Spooked, 2004
- Obliteration Pie, 2005
- This is the BBC (live recordings), 2006
- Sex, Food, Death and Tarantulas, 2007
- Shadow Cat, 2008
- I Often Dream Of Trains In New York, 2009
- Love from London, 2013
- There Goes The Ice, 2013
- The Man Upstairs, 2014
- Robyn Hitchcock, 2017

### Mit The Venus 3
- Olé! Tarantula, 2006
- Goodnight Oslo, 2009
- Propellor Time, 2010

### Gastauftritte
- The Werewolf of London von Midnight Rags, 1979
- Live in Italy von Paul Roland, 1990